# Comuna Bobeatîn, Sokal
Bobeatîn (în ucraineană Боб'ятин) este o comună în raionul Sokal, regiunea Liov, Ucraina, formată din satele Bobeatîn (reședința) și Leșceativ.

## Demografie
Componența lingvistică a comunei Bobeatîn
     Ucraineană (100%)
Conform recensământului din 2001, toată populația comunei Bobeatîn era vorbitoare de ucraineană (100%).